# طويلات الفقار
طويلات الفقار (الاسم العلمي:Massospondylidae) هي فصيلة من الزواحف تتبع رتبة سحليات الورك من العظائيات.

## أجناس طويلات الفقار
- طويل الفقار